# The Devil's Rain
The Devil's Rain è il settimo album della band horror punk dei Misfits, uscito il 4 ottobre 2011 con la loro etichetta Misfits Records. È il loro primo album dopo otto anni, successivo al disco di cover Project 1950 (2003), e rappresenta il primo lavoro di inediti dal 1999,  anno di pubblicazione di Famous Monsters.

## Contesto
Come nei loro lavori precedenti, The Devil's Rain presenta riferimenti ed omaggi a molti film horror e fiction fantascientifiche. La title track trae ispirazione dal film del The Devil's Rain, mentre le altre si riferiscono alle pellicole di Il terrore di Frankenstein (1942), Il mistero della mummia (1964), The Black Hole - Il buco nero (1979), e La terra dei morti viventi (2005, Twilight of the Dead era il suo titolo di lavorazione). Dark Shadows è basata sulla soap opera gotica dallo stesso titolo, andata in onda dal 1966 al 1971. Monkey's Paw viene dal La zampa di scimmia, racconto breve del 1902, e dai suoi vari adattamenti. Vivid Red è ispirata dalla scena d'apertura del film Dracula, mostrante Vlad l'Impalatore in battaglia.

## Tracce
1. The Devil's Rain - 3:22 (Only)
2. Vivid Red - 1:55 (Only)
3. Land Of The Dead - 2:13 (Only)
4. The Black Hole - 1:50 (Only)
5. Twilight Of The Dead - 2:33 (Only)
6. Curse Of The Mummy's Hand - 3:49 (Only)
7. Cold In Hell - 2:50 (Only)
8. Unexplained - 3:03 (Only)
9. Dark Shadows - 3:40 (Only)
10. Father - 3:39 (Only)
11. Jack The Ripper - 3:49 (Cadena)
12. Monkey's Paw - 2:47 (Rey); (Only)
13. Where Do They Go? - 2:39 (Only)
14. Sleepwalkin' - 4:13 (Stasium); (Only)
15. Ghost Of Frankenstein - 2:55 (Only)
16. Death Ray - 4:58 (Cadena)

## Formazione
- Jerry Only - basso, voce
- Dez Cadena - chitarra
- Eric "Chupacabra" Arce - batteria